# ژاک پولتیه دو مان

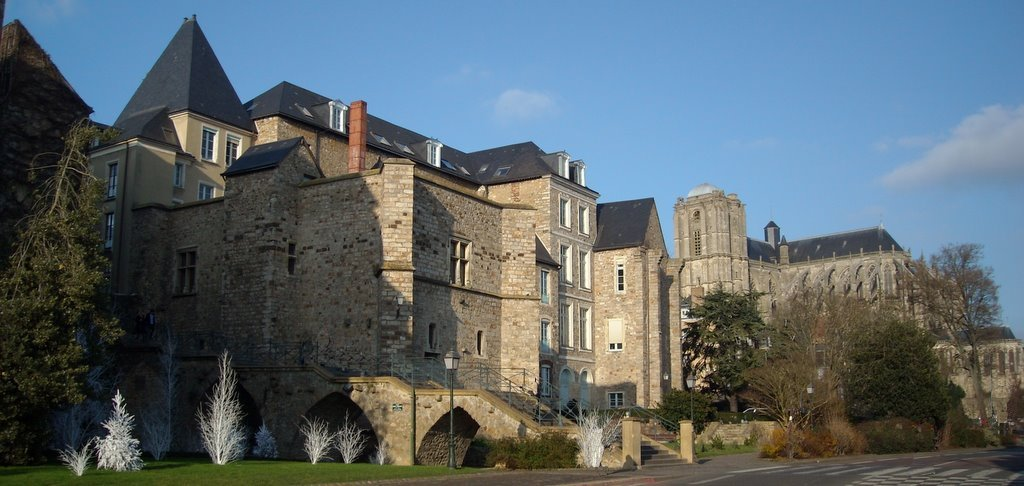
تصویر مرتبط با توضیح

ژاک پولتیه دو مان (به فرانسوی: Jacques Peletier du Mans) شاعر و ریاضی‌دان قرن شانزدهم میلادی اهل فرانسه است.